# Розумовська Євдокія Данилівна
Євдокія Данилівна Розумовська (рос. Авдотья Даниловна Разумовская; 1 березня 1728 (?) — 14 травня 1749) — єдина донька українського козака Данила Григоровича Розумовського, старшого брата графів Олексія й Кирила Розумовських, що помер до їх піднесення. Фрейліна Єлизавети Петрівни (з 1 жовтня 1744).  
18 грудня 1746 р. дівчина заручилась із сином канцлера Російської імперії, камер-юнкером Андрієм Олексійовичем Бестужевим-Рюміним. Це сталось на балу з нагоди дня народження імператорки в присутності найзнатніших осіб та іноземних міністрів. Вінчання ж відбулося 22 лютого 1747, о 7 год вечора, у великій придворній церкві. Столи для молодят приготували в галереї; государиня, вел. кн. Катерина Олексіївна з іноземними гостями сиділи біля нареченої за одним столом, а вел. кн. Петро Федорович з нареченим — за іншим. Потім дали бал, по закінченню котрого пара в супроводі почета вирушила до свого дому. На другий день був знову бал і вечеря у палаці, на третій — бал і вечеря у канцлера в присутності імператорської родини. 
Шлюб Євдокії виявився нещасливим. Саксонський резидент Йоганн Петцольд доносив, що між подружжям траплялись сварки; ба більше, «молода графиня» погрожувала звернутись до государині й обер-егермейстра, що могло похитнути становище канцлера та його сімейства. Наприкінці 1747 р. Розумовська з чоловіком прибула до Відня, куди молодого Бестужева відправили, аби привітати Марію Терезію з іменинами сина Леопольда і обговорити взаємини між країнами. По приїзді туди в травні 1748 він був двічі представлений імператору, Євдокію ж австрійська ерцгерцогиня осипала люб'язностями. 
Жила графиня недовго: безпутний муж звів її в могилу.    